# Suolong
Suolong är en socken i nordvästra Kina. Den ligger i Min härad i staden Dingxi i provinsen Gansu, omkring 200 kilometer sydost om provinshuvudstaden Lanzhou. Antalet invånare är 10 766. Befolkningen består av 5 055 kvinnor och 5 711 män. Barn under 15 år utgör 20,0 %, vuxna 15-64 år 71 %, och äldre över 65 år 7,0 %.